# (I Just) Died in Your Arms
(I Just) Died in Your Arms is een nummer van de Britse rockband Cutting Crew uit 1986. Het is de eerste single van hun debuutalbum Broadcast.
De term "to die in someone's arms" 'komt op' na een vrijpartij van componist Nick Van Eede met zijn vriendin. "Le petit mort" is een Franse term voor een orgasme. "(I Just) Died in Your Arms" werd een grote hit in de Verenigde Staten, Europa en Australië. In thuisland het Verenigd Koninkrijk bereikte de plaat de 4e positie in de UK Singles Chart. 
In Nederland was de plaat op donderdag 23 oktober 1986 TROS Paradeplaat op Radio 3 en werd mede hierdoor een radiohit. De plaat bereikte de 16e positie in de Nationale Hitparade en de 9e positie in de Nederlandse Top 40. In de Europese hitlijst op Radio 3, de TROS Europarade, werd de 16e positie bereikt.
In België bereikte de single de 19e positie in zowel de Vlaamse Ultratop 50 als de Vlaamse Radio 2 Top 30.
Na deze plaat heeft de Cutting Crew nooit meer een hit weten te scoren.

## NPO Radio 2 Top 2000
| Nummer met noteringen in de NPO Radio 2 Top 2000 | '99  | '00  | '01  | '02  | '03  | '04  | '05-'22 | '23  | '24  |
| ------------------------------------------------ | ---- | ---- | ---- | ---- | ---- | ---- | ------- | ---- | ---- |
| (I Just) Died in Your Arms                       | 1252 | 1213 | 1674 | 1688 | 1967 | 1760 | -       | 1631 | 1782 |

1. ↑  Een '-' betekent dat het nummer niet was genoteerd en een vetgedrukt getal geeft de hoogste notering aan.